# Новый урбанизм

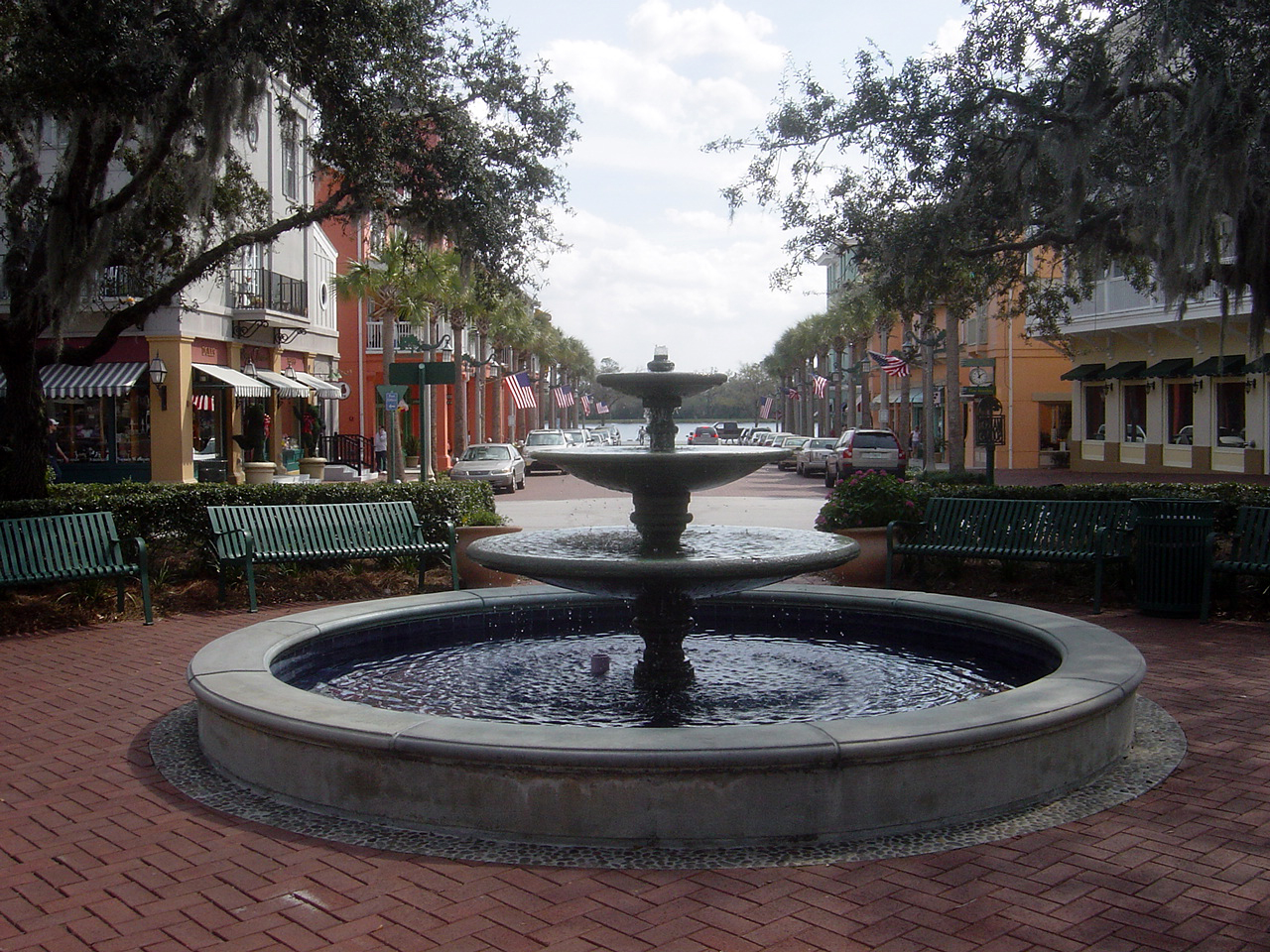
Фонтан в центре городка Селебрейшн (Флорида), который был построен в девяностых годах Компанией Уолта Диснея в соответствии с принципами нового урбанизма

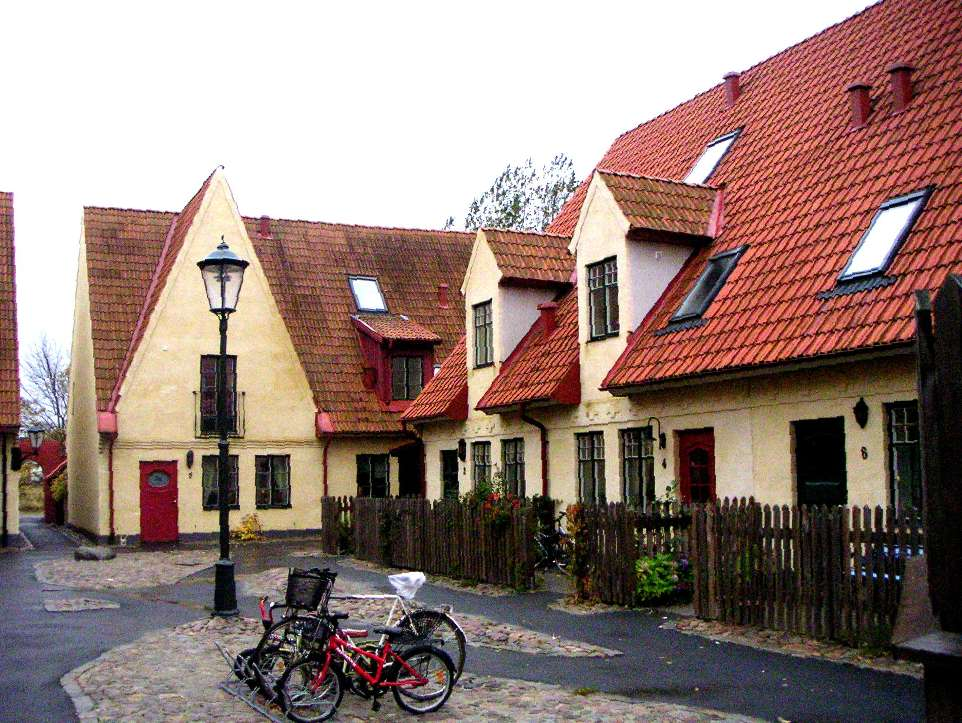
Европейский новый урбанизм. Городок Йакриборг в Швеции построен с оглядкой на европейские архитектурные традиции.

Новый урбанизм (англ. New Urbanism) — градостроительная концепция, подразумевающая создание компактного города (или района) с ориентацией на экологию и современные технологии, а также моделирование транспортной доступности для всех участников движения (пешеходов, велосипедистов, пользователей общественного транспорта) в противоположность выделения на первый план автомобильной инфраструктуры. Движение возникло в начале восьмидесятых годов в США, первым примером нового урбанизма считается городок Сисайд, построенный во Флориде.

## Основные принципы
Основные принципы нового урбанизма — отказ от «пригородного» (англ. suburban) стиля жизни. Города и районы, построенные в соответствии с принципами нового урбанизма — небольшие, компактные, здесь все необходимые жителям службы (магазины, бытовые услуги и т. п.) находятся на пешеходном расстоянии от жилья. Город должен быть удобен для пешеходов, также как для автомобилистов.

communities should be designed for the pedestrian and transit as well as the car— 

Новый урбанизм — это демократическое движение. Мы вовлекаем в жизнь города женщин, детей, стариков, провинциалов — всех, к кому современный город недружелюбен. Город должен быть доступен для всех. Мы возвращаем город его жителям.
— Стефанос Полизоидес, один из основателей нового урбанизма
Как правило, архитектура нового урбанизма основывается на архитектурных традициях того региона, где ведётся строительство. Поэтому застроенный в соответствии с принципами нового урбанизма городок на западе США будет напоминать городок из фильмов о диком западе, а в Европе — средневековый европейский город.

### Десять принципов нового урбанизма
Можно выделить 10 принципов, которыми должен руководствоваться новый урбанизм: 

#### Пешеходная доступность
- большинство объектов находится в пределах 10-минутной ходьбы от дома и работы;
- улицы, дружественные для пешеходов: здания расположены близко к улице и выходят на неё витринами и подъездами; вдоль улицы высажены деревья; паркинг на улице; скрытые парковочные места; гаражи в тыльных переулках; узкие низкоскоростные улицы.

#### Соединенность
- сеть взаимосвязанных улиц обеспечивает перераспределение транспорта и облегчает передвижение пешком;
- иерархия улиц: узкие улицы, бульвары, аллеи;
- высокое качество пешеходной сети и общественных пространств делает прогулки привлекательными.

#### Смешанное использование (многофункциональность) и разнообразие
- смешение магазинов, офисов, индивидуального жилья апартаментов в одном месте; смешанное использование в пределах микрорайона (соседства), в пределах квартала и в пределах здания;
- смешение людей разного возраста, уровня доходов, культур и рас.

#### Разнообразная застройка
- многообразие типов, размеров, ценового уровня домов, расположенных рядом.

#### Качество архитектуры и городского планирования
- акцент на красоту, эстетику, комфортность городской среды, создание «чувства места»; размещение мест общественного использования в пределах сообщества; человеческий масштаб архитектуры и прекрасное окружение, поддерживающее гуманистический дух.

#### Традиционная структура соседства
- различие между центром и периферией;
- общественные пространства в центре;
- качество общественных пространств;
- основные объекты, используемые повседневно, должны находиться в пределах 10-минутной пешеходной доступности;
- самая высокая плотность застройки в городском центре; застройка становится менее плотной по мере удаления от него;

#### Более высокая плотность
- здания, жилые дома, магазины и учреждения обслуживания располагаются ближе друг к другу для облегчения пешеходной доступности, более эффективного использования ресурсов и услуг и создания более удобной и приятной для жизни среды;
- принципы нового урбанизма применяются во всем диапазоне плотностей от поселков до крупных городов.

#### Зелёный транспорт
- сеть высококачественного транспорта, соединяющая вместе города, поселки и соседства;
- дружелюбный к пешеходам дизайн, предусматривающий широкое использование велосипедов, роликовых коньков, самокатов и пешеходных прогулок для ежедневных перемещений.

#### Устойчивое развитие
- минимальное воздействие на окружающую среду застройки и её использования;
- экологически чистые технологии, уважение к окружающей среде и осознание ценности природных систем;
- энергоэффективность;
- уменьшение использования невозобновляемых источников энергии;
- увеличение местного производства;
- больше ходить, меньше ездить.

#### Качество жизни
Соединенные вместе эти принципы приращивают высокое качество жизни и позволяют создавать места, которые обогащают, объединяют и 
вдохновляют человеческий дух.

## Распространение
Новый урбанизм возник в США, и именно в США новый урбанизм получил наибольшее распространение. (см список  примеров нового урбанизма). Однако примеры проектов, созданных в духе нового урбанизма теперь появляются и в других странах, в частности Великобритании (например Паундбери), Австралии, Канаде.